# Romulus Gabor
Romulus Gabor (n. 14 octombrie 1961, satul Ponor, comuna Pui, județul Hunedoara) este un fost fotbalist român de la echipa Corvinul Hunedoara, devenit antrenor de fotbal după încheierea carierei de jucător. A făcut parte din echipa națională de tineret a României, care s-a clasat pe locul 3 la Campionatul Mondial de Fotbal pentru Tineret - ediția Australia 1981, câștigând finala mică împotriva echipei Angliei, prin golul înscris de Romulus Gabor. La același campionat, jucătorul a obținut trofeul Balonul de aur și a fost declarat cel mai bun jucător al competiției, performanță încă neegalată de un alt fotbalist român. Tot ca jucător, de această dată în echipa națională de seniori, a participat la Campionatul European de Fotbal, ediția din Franța, 1984, performanță pentru care în martie 2008 a fost decorat cu Ordinul „Meritul Sportiv” clasa a III-a.

## Cariera de jucător

### Activitate competițională
A început să joace fotbal la 13 ani, la Jiul Petroșani. În scurt timp s-a transferat la Corvinul Hunedoara, unde și-a desfășurat activitatea de jucător până la retragere. A debutat în Divizia A sub conducerea lui Ilie Savu. Avea pase excelente și driblinguri de finețe, fiind "rezultatul" muncii lui Mircea Lucescu, antrenorul Corvinului din acea perioadă. După performanța de la Campionatul Mondial de Tineret din 1981, a primit mai multe oferte din partea unor echipe de renume din România și din străinătate. A preferat să rămână la Corvinul Hunedoara, refuzând oferte de la Steaua București și Dinamo București, unde jucau colegii lui de la naționala de tineret (Mircea Rednic, Ioan Andone, Dorin Mateuț), precum și oferte din SUA sau Germania. S-a retras prematur din activitatea competițională, în 1992, ca urmare a unor accidentări repetate.

### Palmares
A jucat 277 de meciuri și a marcat 60 de goluri în Divizia A, a avut 35 de selecții în echipa națională. A marcat 4 goluri pentru naționala de tineret (la CM de fotbal pentru tineret 1981) și 2 goluri pentru naționala de seniori (în amicalul cu Turcia, jucat la Istanbul în 29 ianuarie 1983,  și în amicalul cu Egiptul, jucat la Alexandria în 28 februarie 1986). A făcut parte din echipa națională care a participat la Campionatul European de Fotbal 1984.
A obținut cel mai bun rezultat din carieră la CM pentru tineret din 1981: medalia de bronz cu echipa, trofeul Gheata de bronz pentru cele 4 goluri marcate și trofeul Balonul de aur, fiind desemnat cel mai bun jucător al competiției.

## Cariera de antrenor
A început activitatea de antrenor la Corvinul Hunedoara, la început ca antrenor-jucător. A părăsit banca tehnică a Corvinului în vara lui 2005 și actualmente este antrenor secund la CFR 1907 Cluj.